# محادثات الحد من الأسلحة الاستراتيجية

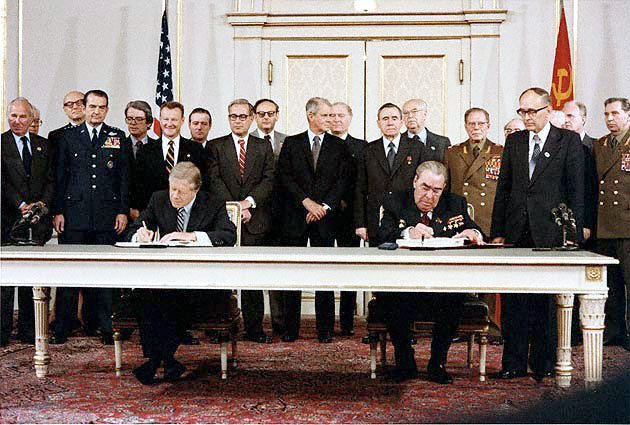
محادثات الحد من الأسلحة الاستراتيجية.

محادثات الحد من الأسلحة الاستراتيجية هي عبارة عن جولتين من المؤتمرات الثنائية والمعاهدات الدولية ذات الصلة التي شاركت فيها الولايات المتحدة والاتحاد السوفيتي، القوى العظمى في الحرب الباردة، حول مسألة الحد من الأسلحة. كانت جولتان من المحادثات والاتفاقيات هي محادثات الحد من الأسلحة الاستراتيجية 1 ومحادثات الحد من الأسلحة الاستراتيجية 2.

## نبذة
بدأت المفاوضات في هلسنكي بفنلندا في نوفمبر 1969. محادثات الحد من الأسلحة الاستراتيجية I أدت إلى معاهدة الصواريخ المضادة للصواريخ الباليستية واتفاقية مؤقتة بين البلدين.
على الرغم من أن اتفاقية محادثات الحد من الأسلحة الاستراتيجية II أسفرت عن اتفاق في عام 1979، إلا أن مجلس الشيوخ الأمريكي اختار عدم التصديق على المعاهدة ردًا على الحرب السوفيتية في أفغانستان، والتي وقعت في وقت لاحق من ذلك العام.
المشرع السوفياتي أيضا لم يصادق عليها. انتهت الاتفاقية في 31 ديسمبر 1985 ولم يتم تجديدها.

## النتائج
أدت المحادثات إلى معاهدة تخفيض الأسلحة الهجومية الاستراتيجية (ستارت 1)، أو معاهدات خفض الأسلحة الاستراتيجية، التي كانت مؤلفة من معاهدة ستارت 1 (اتفاقية عام 1991 المبرمة بين الولايات المتحدة والاتحاد السوفيتي) واتفاقية ستارت 2 (اتفاقية عام 1993 بين الولايات المتحدة وروسيا، والتي لم يتم التصديق عليها مطلقًا من قبل الولايات المتحدة)، وكلاهما يقترح فرض قيود على قدرات الرؤوس الحربية المتعددة وغيرها من القيود على عدد الأسلحة النووية لكل جانب. تم اقتراح معاهدة ستارت الجديدة، وتم التصديق عليه في نهاية المطاف في فبراير 2011.